# 압박
압박은 구기 종목의 팀 스포츠에서 상대팀의 
공소유권을 탈취하거나 플레이를 방해하기 위한 조직적인 행동으로 간단히 정의할 수 있다.

## 축구에서의 압박
축구에서 압박은 상대팀에 수적 우위를 점하며 공 소유권을 적극적으로 탈취할려는 행위라고 간단히 정의될 수 있는데 현대 축구에서는 
공을 적극적으로 탈취하기 위한 팀 단위의 조직적 전술이라는 의미가 함축되어 있다.
축구에서 압박이란 개념을 최초로 도입한 축구 감독은 1964년부터 1970년까지 디나모 키예프에서 압박 축구를 선보였던 러시아 출신 빅토르 마슬로프 감독과 
페예노르트를 1969-70년 유러피언컵에서 우승시킨 오스트리아 출신의 에른스트 하펠 감독 이 두 감독을 원조로 보는 이가 많다.
국내 축구계에서는 1990년 FIFA 월드컵 이후 압박이란 개념이 이식되었다.
위르겐 클로프 감독이 보루시아 도르트문트 감독 시절 공 소유권을 잃어버리는 순간 즉각적으로 압박에 들어가는 게겐프레싱(Gegenpressing) 전술을 고안하여
새로운 패러다임을 제시하였다.

## 같이 보기
- 마킹 (축구)
- 대인방어
- 지역방어

## 참고 자료
- 축구 압박 전술의 유래와 발전사 보관됨 2021-09-24 - 웨이백 머신